# 呂護
吕护（？—362年），五胡十六国军事人物。
351年八月，冉魏平南将军高崇、征虏将军吕护执洛州刺史郑系向东晋投降。352年闰十月鲁口安国王王午被他的将领秦兴杀掉，吕护杀了秦兴，又自称安国王。353年，前燕卫将军慕容恪东进鲁口，攻打吕护。354年三月，慕容恪攻下鲁口。吕护逃到野王，派弟弟上表向前燕谢罪，前燕任命吕护为河内郡太守。358年三月二十日，反对前燕的冯鸯到野王依附了吕护。361年，吕护吞并了高昌的兵众，投降东晋。吕护被授予冀州刺史。吕护领晋军袭击邺城。三月，前燕太宰慕容恪率兵五万，冠军将军皇甫真率兵一万，讨伐吕护。前燕的军队抵达野王，慕容恪包围野王几个月后，吕护粮食断绝，丢下妻儿逃奔荥阳。吕护不久背叛东晋，投降前燕，前燕任命他为广州刺史。362年，前燕派宁南将军吕护驻军河阴攻洛阳。三月，东晋河南郡太守戴施逃到宛城，五月廿七日，桓温派庾希及竟陵郡太守邓遐率领水军三千守卫洛阳。七月，吕护退守小平津，身中流箭而死。